# Mind on the Moon
Mind on the Moon è il quinto album del cantante canadese Snow.
Pubblicato il 10 ottobre 2000 dall'etichetta discografica EMI, ha segnato il ritorno dell'artista sulle classifiche di musica pop e nei canali televisivi musicali, dai quali era assente da diversi anni.
L'album conteneva alcune tracce già pubblicate nel precedente Cooler Conditions (1999).

## Tracce
1. Joke Thing
2. Everybody Wants to Be Like You
3. The Plumb Song
4. Nothin' On Me
5. Scrub Off
6. Everything's Fine
7. Little Did They Know
8. Anti-Love Song
9. Jimmy Hat
10. Funky Martini
11. Crazy Feeling
12. Someday Somehow